# 民視楊憲宏調職爭議
民視楊憲宏調職爭議，又稱為民視楊憲宏事件、民視楊憲宏案，是1997年9月19日臺灣爆發的民間全民電視公司（民視）第一個爭議案件，起因是民視新聞部經理楊憲宏被民視當局以不正當方式取得的電話竊聽錄音帶調離原職、改調董事長特別助理，輿論譁然。由於當時民視董事長蔡同榮長期擔任民主進步黨（民進黨）中央常務委員及立法委員，本案讓長期推動「黨政軍退出媒體」的臺灣社會運動人士開始注意到政治人物「介入媒體」甚至「經營媒體」的問題，故本案不能視為單純的電視臺內部人事鬥爭。

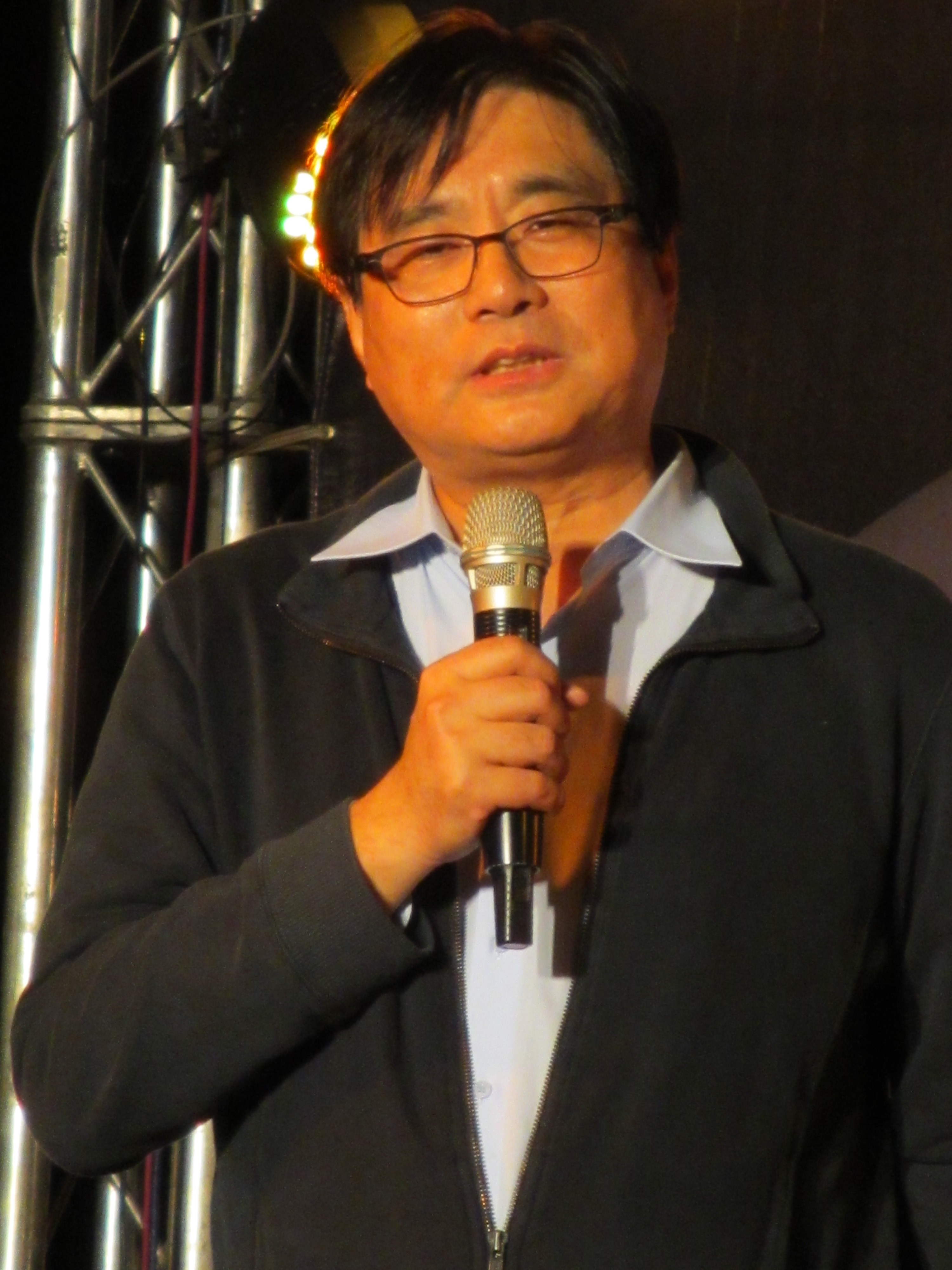
楊憲宏

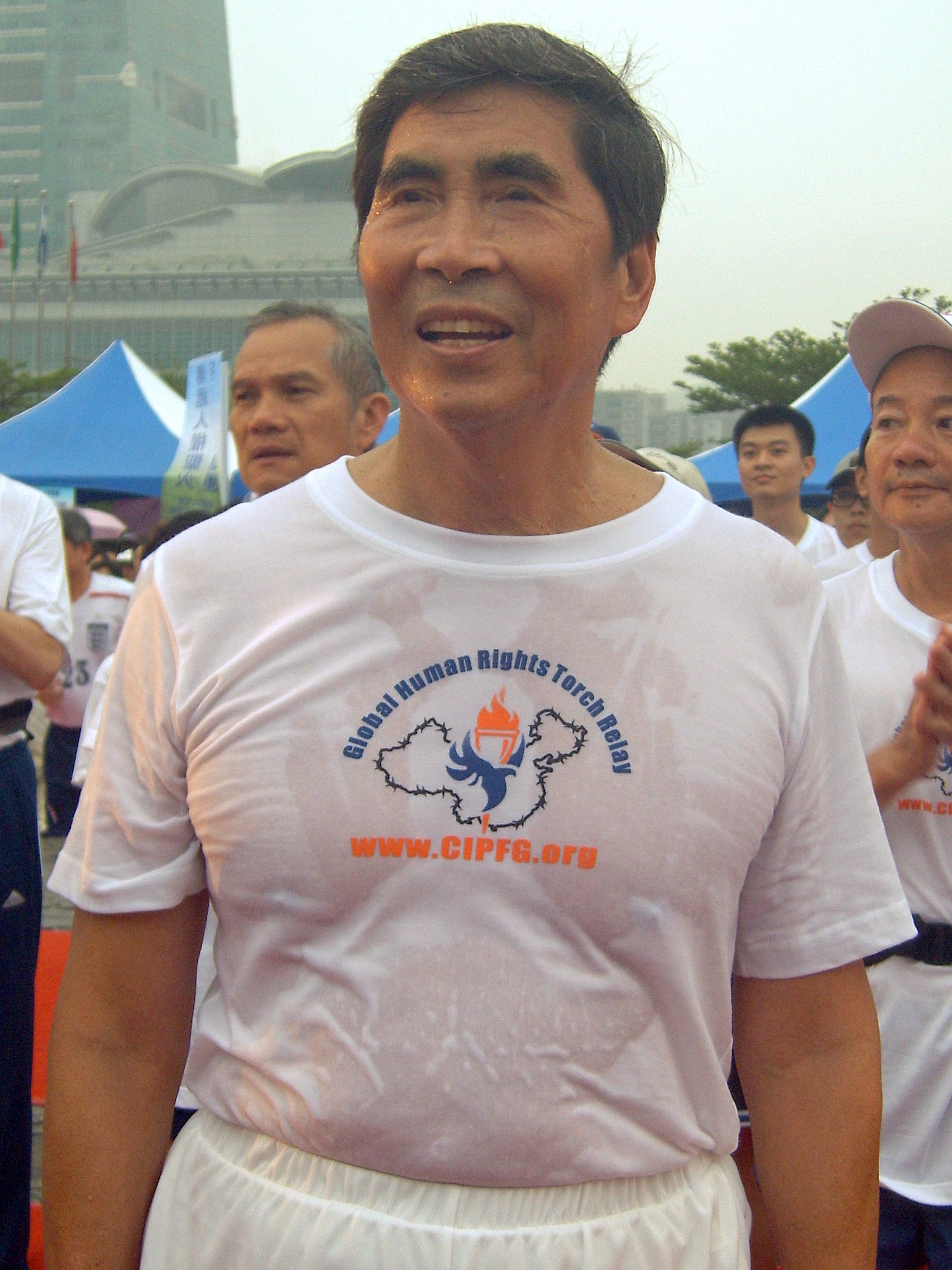
蔡同榮

## 背景

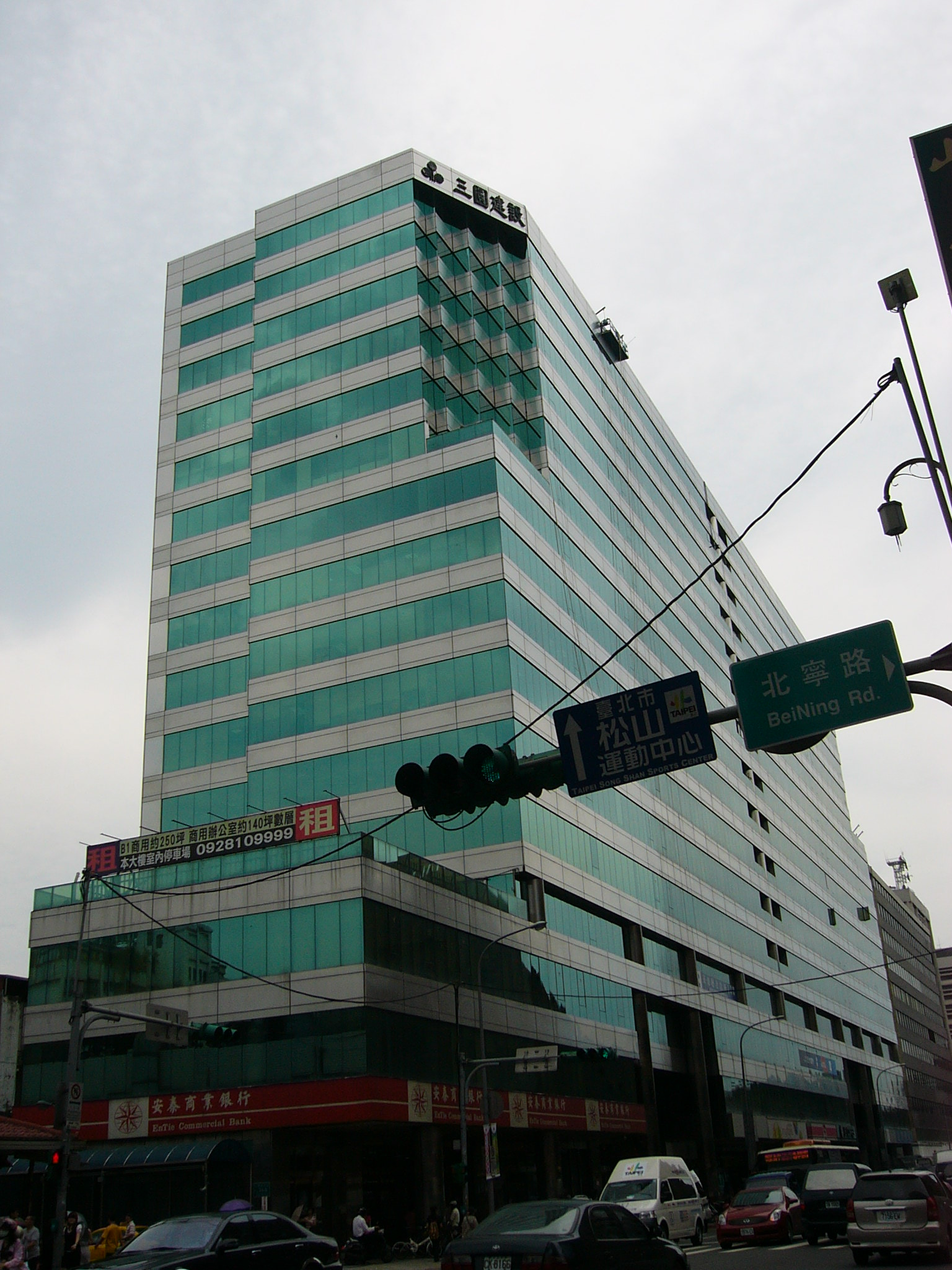
敦北長城大樓是本案爆發時的民視總部所在地

1997年8月15日，蔡同榮在民視內部刊物《民視通訊》說：「確保臺灣不被中國併吞，是民視的最高指導原則。如何確保臺灣？我們有責任要培養臺灣人民守土的決心，培養臺灣愛鄉的感情，培養臺灣人的愛國主義（Taiwanese nationalism）。我們不允許任何民視同仁，利用民視去鼓吹Chinese nationalism。所有民視的節目和新聞內容，都要在Taiwanese nationalism之大原則下製作。」
1997年9月，楊憲宏說，蔡同榮曾經認為中國國民黨與新黨在其他電視臺的節目中已經佔有一定的時間，特別是中國國民黨新聞在老三臺電視新聞出現的比例已經相當高了，民視新聞實在不用再給他們這麼多的報導；蔡同榮還舉了美國一家專做弱勢者節目的電視臺為例，以證明自己的看法；類似這樣的建議還不只一次。
還有一次，民視新聞部製作一場座談會的節目，邀請了一些政治人物及學者與會。在商量參加座談會的人選時，蔡同榮、蔡麗蓉（蔡同榮之妻）、楊憲宏都在場。在討論時，蔡同榮忽然說，他也可以參加這個座談會。楊憲宏當場對蔡同榮說，讓給別人參加會比較好；不料，蔡同榮回答「我比別人說得還更好啊」，蔡麗蓉則勸蔡同榮「讓別人去啦」。最後，還是在利益迴避原則下，沒讓蔡同榮上臺。
蔡同榮甚至曾經在一次召集民視新聞部記者的談話上表示，民視要執行的是臺灣民族主義而不是中國民族主義；楊憲宏當場接著表示，「大家都已經聽到蔡董事長的談話了」。而在處理蔡同榮參選1997年嘉義市選舉區立法委員缺額補選新聞時，楊憲宏特別打電話給民視南部新聞中心負責人，說：民視新聞的處理原則是，選舉時雙方都給相同的時間，「甚至是用碼錶量」，但絕對不能讓外界有不良的聯想；除了時間的公平性以外，在畫面的處理上，絕對不能出現太多「董事長如神受到愛戴，對方則不受歡迎」這種比較級新聞處理。蔡同榮與楊憲宏對新聞處理的理念不一致，種下了本案的遠因。
本案爆發時，民視總部及新聞部設於臺北市松山區八德路三段30至36號14樓（敦北長城大樓），民視總部地址統一為臺北市松山區八德路三段30號14樓。

## 經過

### 1997年7月
1997年7月24日，《大成影劇報》報導台灣之聲廣播電台創辦人許榮棋連續兩星期批判民視，同時引述向該報匿名爆料者說詞：現今所有民視投資人付出的錢，全都進了民視兩大控股公司——民間投資與全民電通；民間投資與全民電通原本預計募集民視資金新臺幣30億元，結果募得新臺幣45億餘元，「投資大眾未來的股票面額會否縮水？這種種疑問都攸關投資大眾的權益，民視高層有必要出面說明」；民間投資與全民電通分別以每單位新臺幣十萬元出售民視股份，也號稱全國總計有股東兩萬多人，但是至今民視投資人只收到一份所謂的「同意書」，看不到民視股票；投資人向民視反映，民視卻總以「股票還在整理」虛應；民視17位董事，都是民間投資與全民電通的代表出任。而在本月23日，蔡同榮與民視執行副總經理陳剛信深信這些動作都來自許榮棋，所以不願對此表達任何意見；至於民視募資過程中的疑點，蔡同榮僅回應，「只要是許榮棋先生所提的任何意見，我都不便表示任何意見」。
許榮棋在台灣之聲廣播電台列舉民視三大罪狀：㈠民視假借台灣之聲廣播電台名義募款，卻行斂財之實；㈡民視以連續劇掛帥，違反當初「新聞創台」宗旨，「臺灣人民真正要的就是公平的新聞媒體，而非戲劇頻道」；㈢陳剛信參加香港回歸儀式，是大中國主義者，應立即下台。許榮棋揚言，台灣之聲廣播電台即日起自我定位為「監督民視電臺」，喊話到陳剛信退出民視為止。1997年7月23日，許榮棋說，他與陳剛信既無私交也無恩怨，之前他只與陳剛信見面談話20分鐘，此外他們再無交集；他感激之前他在美國及土城看守所時蔡同榮聲援他，但這次他不談私交、只要「為投資大眾討公道，為民視尋台魂」；蔡同榮過去借用台灣之聲廣播電台名義為民視募款，許多人認同民視突破媒體新聞管制之宗旨而成為股東；民視當初允諾開播後發行股票，如今卻未執行此承諾，是欺騙投資人。但許榮棋被記者提問是否知道「股票公開發行須一定程序」時含糊帶過，只強調民視無誠意。
1997年7月23日，財政部證券管理委員會（證管會）表示，民視、民間投資與全民電通之間是何關係、各屬於哪一類股份有限公司，證管會並不清楚；但就法論法，只要上列三家公司未向證管會申請核准即向非特定大眾公開集資，即已違反《證券交易法》第22條，公司負責人最高可被處有期徒刑2年。同日，行政院新聞局廣播電視事業處（廣電處）處長洪瓊娟說，民視募資情況良好，募集的股本最後利益還是會歸於投資大眾，理應不會有股金膨脹導致持有股權萎縮的問題；新聞局硬性規定民視在2年後股票上市，但必須由證管會決定民視股票是否提前上市；而既然民視已經是公司組織型態，民視就必須依《公司法》受管理。

### 1997年9月
1997年9月11日，超級電視台（超視）新聞部經理葉樹姍與傳訊電視（CTN）臺北新聞中心主任奚聖林共同舉行記者會抨擊：民視新聞未經超視與CTN同意，擅自於本月10日1點同步接收中華民國總統李登輝在巴拿馬記者會的衛星畫面，播出時未註明畫面來源，行為如同偷竊；若民視未提出正式道歉，超視與CTN可能採取法律行動。楊憲宏回應，本月6日，民視、超視與CTN共同使用李登輝出訪的衛星畫面，事實上當時是民視預定的衛星時間，三方共享之後，民視才獲知是派往巴拿馬的採訪小組與超視及CTN採訪人員在當地談的合作方式，不過民視新聞部事後一律追認；本月10日之事，民視方面的確在聯絡上有疏失，他很有誠意地道歉，並希望以後電視臺之間如果再談合作，要訂出一個輪值的常軌，避免類似事情重演。但楊憲宏也說，超視與CTN在之前兩天也使用民視畫面，他認為本月10日之事涉及電視新聞越洋轉播實際作業問題，並非有意侵權。
1997年9月12日，民視召開董事會，蔡同榮當場播放一捲電話錄音帶並痛罵，楊憲宏聯合許榮棋修理自己人，楊憲宏在錄音帶中罵他、罵民視總經理李光輝、罵陳剛信。蔡同榮據此主張將楊憲宏調職。全民電通代表余陳月瑛（全民電通董事長、民視總裁）、張俊宏（全民電通副董事長、民視副董事長、民進黨立法委員）、柯建銘（民進黨立法委員、牙科醫師）等人認為，為免影響民視名聲，本案不要複雜化。代替民間投資代表人高志尚（義美食品總經理）出席的高志明（高志尚之兄）聽到蔡同榮的說法，立即警告，如果這個消息成真，「各報幾個大版一定會緊盯著這個新聞」。會議結束時趕到的高志尚聽說此事，也認為不妥，而指責李光輝。結果當天沒有達成具體結論。余陳月瑛提案在民視底下設兩家子公司分別經營民視無線台與民視新聞台，希望藉此解決本案爭議，但未獲採納。
1997年9月17日，民視召開記者會，為了本月10日民視新聞未經超視與CTN同意引用衛星畫面的事情，楊憲宏再次且正式代表民視對超視與CTN道歉，同時邀請葉樹姍與CTN新聞總監林達共同出席。在楊憲宏完整敘述過程且道歉之後，超視與CTN接受民視的道歉，不再追究此事。針對未來重大或直播新聞採訪時超視、CTN與民視就工程與傳輸進行合作，葉樹姍、林達、楊憲宏等人達成部分共識，希望未來能夠共同合作以節省昂貴的衛星傳輸費。民視同時宣布，經由這次風波，民視新聞部與和信集團辜成允、辜啟允及超視總經理范進益溝通，獲得對方的諒解，同時也達成未來大家進一步合作的初步意向。
1997年9月19日晚間，李光輝接獲蔡同榮的一紙人事命令，要求停止楊憲宏擔任民視新聞部經理，民視新聞部總策劃兼採訪中心主任胡元輝暫代新聞部經理；楊憲宏當場表示不能接受，並委請律師共同討論這紙命令的合法性。
1997年9月20日上午，民視貼出公告，楊憲宏解除新聞部經理職務、調任董事長特別助理，胡元輝暫代新聞部經理。本日上午，胡元輝到民視新聞部「穩定軍心」，他說，民視新聞部同仁一向習慣在民視內部網路上討論此事，早上他上網還沒看到有同仁對此事有情緒反彈，可見應該不會有太大的後遺症；另外，李光輝已通知新聞部，本月22日上午會到新聞部激勵同仁，並聽聽近二百位同仁的看法。本日上午，楊憲宏一度無法以出入磁卡進入民視新聞部與他自己的辦公室，隨後以民視內部網路發出電子郵件給新聞部同仁表示，他完全無法接受此調職案，他與民視所簽的合約是約定他任職新聞部經理；若有正當理由或重大過失，由董事會同意，才能將他解職或調職。本日晚間，楊憲宏說，本年5至7月的民視新聞部盈餘新臺幣九百萬元，節目也做得不錯，本月19日李光輝卻告訴他要將他解職，他無法接受此調職案，不料本日民視貼出人事命令將他調任董事長特別助理；而且本日一早，他的磁卡被民視人事室更改權限，限制出入新聞部，他向同仁借卡才能進入新聞部；他毫不戀棧民視新聞部經理職務，但是一份寫得清清楚楚的合約被少數人如此不尊重，已經沒有正義可言，他已聘請律師研究討回公道。楊憲宏引述台灣新聞記者協會（記協）義務律師邱晃泉的話說，蔡同榮未經民視董事會同意就將他調職，是違約行為；蔡同榮引用無法說明來源的錄音帶，則是形同黑函的白色恐怖手段。對於可能涉及非法取得、尚未驗明來源的錄音帶是不是楊憲宏的錄音，楊憲宏拒絕評論。
民視將楊憲宏調任董事長特別助理的公告全文：
民間全民電視股份有限公司　公告
一九九七年九月十八日
(97)人動字第015號
主旨：新聞部經理人事異動案。

說明：
一、奉董事長指示：新聞部經理楊憲宏因業務需要，應停現職，轉調董事長室特別助理。
二、新聞部總策劃兼採訪中心主任胡元輝暫代新聞部經理。
三、自一九九七年九月十八日起生效。
總經理 李光輝

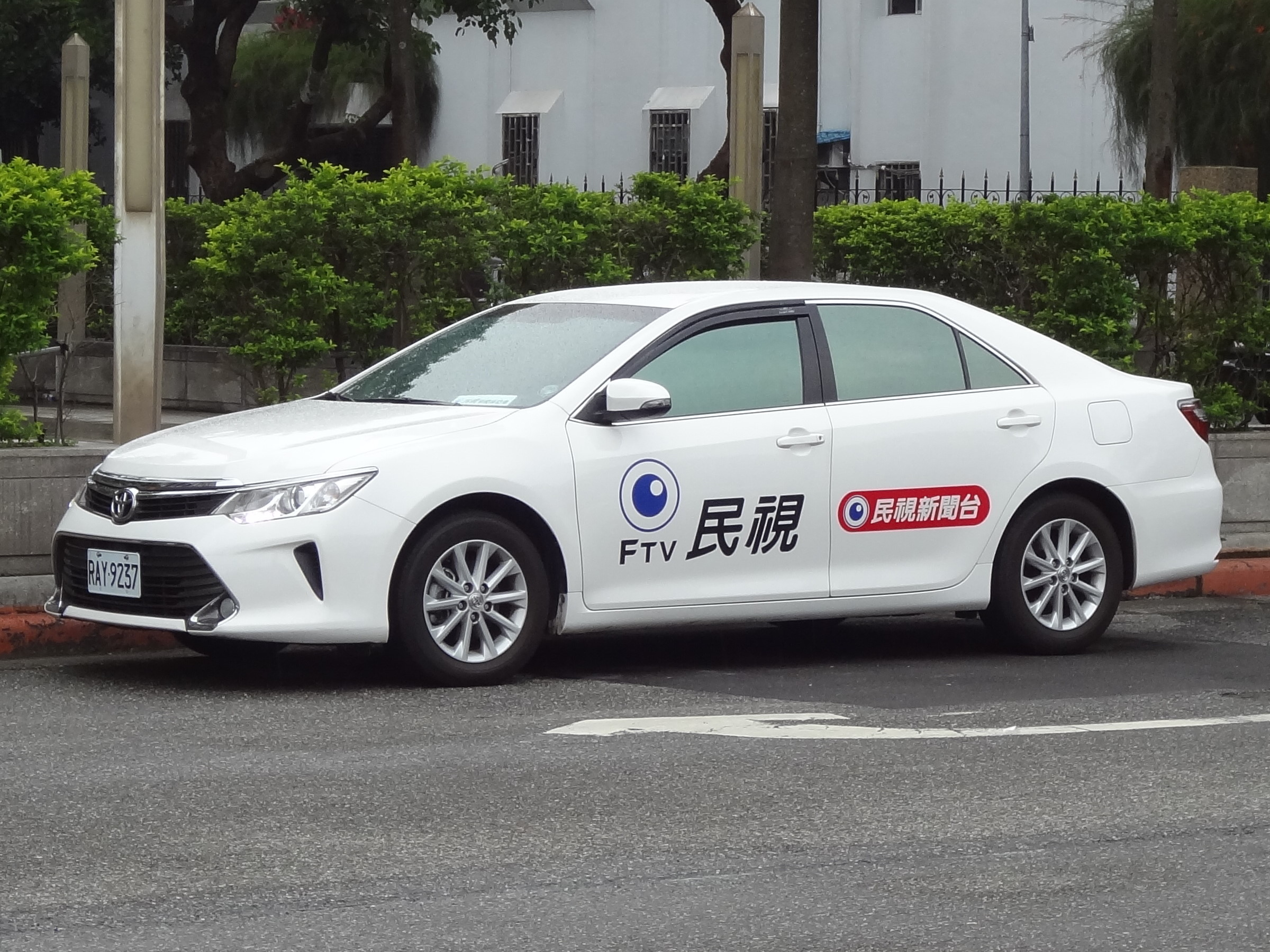
民視新聞部租用的採訪車。楊憲宏說，他在民視新聞部經理任內擋掉民視很多長官的關說，例如新聞部租用採訪車。

1997年9月20日，楊憲宏說，他擔任民視新聞部經理以來始終忠於民視三萬名股東，本年5至7月新聞部已出現盈餘新臺幣九百萬元，節目部卻每個月賠新臺幣一億元，他遭調職完全是蔡同榮的整肅行動；一捲聲稱是別人寄來的錄音帶，可能是竊聽、變造來的，不能當成證據；一家主張打破媒體壟斷、打破國民黨戒嚴體制的電視臺，不能容許這種白色恐怖行動。他說，蔡同榮對他的不滿，真正原因應該是幾個月累積的利益糾結與人事恩怨。他說，他在民視新聞部經理任內擋掉民視很多長官的關說，包括採購器材、進用記者等：例如新聞部租用採訪車，蔡同榮介紹一家公司，陳剛信介紹另一家公司，但他採用公開招標，得標者是第三家公司；蔡同榮又說把租用採訪車三年合約分成一年一家，他不同意這種分贓模式，他就被蔡同榮抱怨未讓蔡同榮的朋友得標。
1997年9月21日，蔡同榮與李光輝共同上民視新聞台節目《民視意見箱》攻擊楊憲宏。蔡同榮說，依據合約，楊憲宏唯有被解僱才能提告，但他只是將楊憲宏調任董事長特別助理，沒有解僱楊憲宏；楊憲宏在錄音帶中向許榮棋說民視在林肯大郡購買攝影棚案有人「歪哥」（貪污），還說「蔡同榮也有份」，這是不實指控，他從政至今未曾貪污任何一毛錢；如果他被證明有貪污，他馬上辭任民視董事長、退出立法委員選舉、退出政壇。李光輝說，相信所有愛護民視的人都無法接受像本案這種事情，民視同仁應循正常管道申訴對公司的意見，不該聯合外人打擊自己人，否則不符合職場倫理。但蔡同榮與李光輝不讓楊憲宏在《民視意見箱》現身講話。同日晚間，楊憲宏說，此舉完全是蔡同榮等人惡意整肅異己、排除異己的作法，利用一捲不正當取得且未經證實的黑函錄音帶構陷他入罪，是白色恐怖；蔡同榮與陳剛信經常「下條子」要民視新聞部做特定節目，但是他只要認為不恰當就駁回，所以他得罪他們、成為他們眼中的異己。
1997年9月21日上午，張俊宏說，楊憲宏違反工作倫理，民視內部對於「必須有所處理」都有共識，爭議點只在於「是撤職還是調職」，這項人事異動與民進黨派系問題毫無關係；完全以楊憲宏與許榮棋的關係為由處理本案會使本案更惡化，因此他勸蔡同榮慎重處理本案，但蔡同榮不聽，他也沒有辦法。同日上午，楊憲宏強調，他仍不排除對蔡同榮與李光輝提告，但不以個人利益為出發點，而以全體記者的工作權為考量；記協將於本日下午召開緊急會議決定是否要他提告，如果是，他就要正式控告蔡同榮與李光輝涉嫌禁止記者進入工作場所。楊憲宏說，本月12日的民視董事會，錄音帶只放了一下子就不再多放，他根本聽不清楚裡面的聲音是不是他的聲音，但他發誓「絕不是在辦公室說的」，他聽聲音「好像也不是在許榮棋辦公室錄的」；他一定要追查錄音帶來源，「什麼時代了，在強調自由民主主義色彩的民視還有白色恐怖」；至於外傳蔡同榮與民進黨美麗島系（余陳月瑛、張俊宏）一直在爭奪民視主導權，經營理念總是要統合，「不過，目前雙方資金已經對等，各（新臺幣）30億（元）；所以在經營理念的溝通上，發言權應該也相等」。楊憲宏說，他將於本月22日正式委任律師控告民視違約，也將照常去民視上班；如果他去民視上班再受阻，他將從《中華民國刑法》「強制罪」下手。楊憲宏說，蔡同榮以來路不明的錄音帶為證據，將他調職並公然在電視上指責他，完全違反程序正義、且過於情緒化，不符合董事長身分應有的理性；蔡同榮對他的所有指責都是他第一次聽到的事，這錄音帶顯然是蔡同榮以非法竊聽得來的、甚至可能是變造的，這種白色恐怖在民視內部重現，他為民視員工感到悲哀。
1997年9月21日，陳剛信說，他被楊憲宏指控，民視租用採訪車時，他與蔡同榮都曾經介紹某一家公司，並對楊憲宏進行關說；「如果真的有，請楊憲宏指出我關說的是哪一家；如果提不出證據，我可以告他誹謗」。陳剛信還說，他被許榮棋指控是中國共產黨中央委員會總書記江澤民的代表，與九州音像很熟，準備與九州音像聯手併吞民視；事實上，老三臺任何一位做節目外銷的人都可能與九州音像有往來，他從華視到民視都從未向九州音像買過任何一部片。同日，擁有民視一小部分股權的國立臺灣大學（臺大）法律學系教授賀德芬說，有人建議她召集社會公正人士組成調查團徹底調查本案，她則希望在對本案有更多了解後再決定採行何種步驟；記協會長蘇正平則說，初步看來，民視未尊重與楊憲宏簽的合約，本案傷害楊憲宏的工作權，記協將提供楊憲宏必要的協助。同日，許榮棋肯定楊憲宏「求仁得仁」，並說楊憲宏沒有向他洩密，他與蔡同榮的交情遠比他與楊憲宏的交情更多年；楊憲宏在嘉義市立法委員補選中不幫蔡同榮造勢，所以蔡同榮提早「除之而後快」，本案錄音帶只不過是蔡同榮用來整肅異己的道具而已；他將控告蔡同榮、陳剛信、李光輝與民視人事部經理王明玉，罪名是竊聽、妨害通信自由。同日中午，民視緊急草擬一份聲明稿指責楊憲宏：㈠對外散佈不實言論打擊民視，㈡盜用超視與CTN新聞畫面損害民視形象，㈢採購的機器問題重重；聲明中並交代錄音帶的來源，否認竊聽楊憲宏的電話，並揚言在必要時公開播放錄音帶。
1997年9月21日下午，《聯合晚報》報導，本案同時伴隨民視節目架構的大地震，臺語晚間新聞被移到19點整開播以與老三臺晚間新聞正面對壘，民視董事會與楊憲宏都宣稱這個點子是自己的。民視認為，楊憲宏以「人手不足」為由不願意加強臺語新聞；楊憲宏則駁斥，這個點子是他的，民視當局卻一直不願加派人手。民視趕緊從華視新聞挖角胡婉玲當臺語主播，隨後民視股東一直不斷有要求「我們要看本土的新聞」的聲浪；民視認為「說臺語」是表現本土化最具體、最直接的辦法，於是趁著節目架構大地震的同時，決定在本月25日把民視無線台鄉土劇《再叫一聲爸爸》調離19點整，19點整改播臺語晚間新聞；已經確定的是，胡婉玲主播19點的臺語晚間新聞，廖筱君仍然主播18點的國語晚間新聞。胡婉玲是陳剛信從華視新聞挖角的主播，廖筱君是楊憲宏從TVBS新聞挖角的主播，從胡婉玲的節目時段日益減少、廖筱君主持民視無線台節目《與首長有約》這兩件事看來，民視新聞當家主播之爭無異由楊憲宏勝出；但陳剛信透過人事凍結與限制預算的指令，相對壓縮新聞部的人事與支出，使新聞部在人員調度與經費運用上頻頻告急，損害新聞品質的表現。
1997年9月22日上午，楊憲宏順利進入民視新聞部上班，他說暫時不採取法律行動；他出示一紙合約說明，他被民視聘任新聞部經理至1999年11月15日止，若無正當理由並經董事會決議，民視不得將他辭退；他來上班是因為他不能違約，「如果不來上班，依照合約，我必須要賠民視錢」。同日上午，許榮棋說，他決定控告蔡同榮、陳剛信、李光輝與王明玉，罪名是竊聽、妨害通信自由。同日，蔡同榮向民視新聞部講話，表明胡元輝接手，決策不會改變，希望新聞部同仁不要再理楊憲宏；李光輝則向民視員工表示，本案僅止於個人，與其他人無關，請大家安心工作。蔡同榮說，若楊憲宏對人事調整有疑義，應訴諸法律途徑解決勞資爭議，而不是佔著位子不走。蔡同榮同時否認民視董監事準備發起內部連署聲援楊憲宏的事情，「除了放火燒民視以外，還有什麼事比他暗通外人攻擊民視長官來得大呢？我是董事長，如果不辦人的話，往後如何服人？」同日，民視監察人張福淙（九鼎會計師事務所負責人）撰文聲援蔡同榮，證實楊憲宏曾聽過本案錄音帶並向蔡同榮與張俊宏認錯悔過；民視董事會曾經當場播放錄音帶，大家均辨識為楊憲宏聲音無誤。張福淙說，楊憲宏曾因民視內部經費動支事宜而對其上司有所不滿，若挾怨「內神通外鬼」攻訐民視高層，確實有違倫常、足以損害民視形象；蔡同榮出示錄音帶後，楊憲宏不知認錯悔改，反而質疑錄音帶來源，以程序正義為抗爭工具，企圖免責、戀棧，民視長官已對他失去信賴，他不知進退而自取調職之辱。
1997年9月22日，台視新聞記者童湘玲與攝影記者1人赴民視採訪民視對本案說明的記者會，蔡同榮以怕電子媒體斷章取義為由要求攝影記者不要拍攝，童湘玲以本次記者會是公開記者會為由堅持採訪自由，陳剛信憤而離場，李光輝當場下令將童湘玲與攝影記者逐出民視；事後李光輝表示，各電視臺之間本來就有默契不報導人事問題，民視也從來不過問各電視臺的高層異動，所以民視不希望其他電視臺報導本案。
1997年9月22日，蔡同榮在《商業周刊》的專訪中說，民視在本年6月11日開播，卻在本年7月初遭台灣之聲廣播電台攻擊，至今未停；民視也飽受流言恐嚇困擾，有人威脅謀殺陳剛信，有人揚言綁架陳剛信的女兒陳瑩；陳剛信在華視服務20年來未曾遇到這種事，因此他曾經找內政部警政署署長姚高橋派警察保護陳剛信，以免有人打擾民視經營階層。蔡同榮說，本年9月4日他赴美國參加女兒婚禮，行前接獲一通自稱民視股東的電話宣稱楊憲宏與許榮棋勾結，他問發話者「是否有證據」，發話者答「有啊，我寄給你」；本年9月8日他返回臺灣就收到這捲錄音帶，聽過錄音帶內容的人大抵有兩個共識：㈠錄音地點不是辦公室；㈡無人懷疑楊憲宏不是錄音帶中交談的2人之一，也無人懷疑錄音帶是剪接而來。蔡同榮說，錄音帶內容談的不是經營理念，而是教唆如何攻擊民視，指導何者可以攻擊、何者不可以攻擊，甚至還說「民視在林肯大郡購買攝影棚案有人貪污，蔡同榮也有份」，可見楊憲宏已經不適任民視新聞部經理，這是他堅持撤換楊憲宏的唯一理由；過去他從台灣獨立建國聯盟（台獨聯盟）、台灣人公共事務會（FAPA）、公民投票促進會（公投會）到民視，如果他有貪污任何一毛錢，他馬上辭職、退出立法委員選舉、退出政壇。
1997年9月22日晚間，李光輝向民視新聞部全體員工訓話，在場採訪本案的記者全被請出場。
1997年9月23日，民視業務部發起內部連署，支持處分楊憲宏；民視新聞部則是人人小心、不願表態，從超視跳槽民視、與楊憲宏接近的人馬擔心被貼標籤，大家連說話、打招呼、打電話都戒慎恐懼。同日，張福淙再度撰文批判楊憲宏，認為本案錄音帶顯示楊憲宏的忠誠度，楊憲宏不宜續任民視新聞部經理；楊憲宏被平調非主管職務，並非懲戒，而是靜待調查處理；民視員工職務調整是董事長與總經理的職權，只有委任或解任才需要董事會絕對多數同意，如果民視違反合約，楊憲宏可提告要求解約或損害賠償，楊憲宏無權抗命，抗命反而構成解約的原因；本案的人事公告完全合法有效，楊憲宏既已被調離新聞部，即無權未經許可進入新聞部；楊憲宏指控民視觸犯強制罪，他反而應當心他自己觸犯《中華民國刑法》「非法侵入罪」。
1997年9月23日17點，民視副總裁田再庭當著余陳月瑛的面將楊憲宏請入辦公室，大聲斥責楊憲宏，要求楊憲宏與他一同到廟裡發誓；楊憲宏不發一語，慘遭田再庭怒斥。余陳月瑛聲援楊憲宏，她與田再庭從辦公室裡面大聲互罵到外面，引發民視員工的側目與議論紛紛；余陳月瑛斥責田再庭不應對員工兇惡，「身為長輩，怎可以如此逼問員工」，堅持本案應由董事會處理，不該憑一紙公告草率決定；田再庭回嗆，「楊憲宏連發誓都不敢去，顯然心虛，還有什麼話好說」。同日，余陳月瑛說，她已在民視董事會表明不宜將楊憲宏調職，但蔡同榮依然將楊憲宏調職，令她嚇一跳；公司經營應講求企業化、制度化、國際化，凡事應以和為貴，所以她不希望將楊憲宏調職；蔡同榮曾經向她請教如何處理本案，她告訴他「不宜調職」，但過了幾天他還是將楊憲宏調職，「他是董事長，我目前不宜多說什麼；這種事情，這樣做，不好啦！愈鬧愈臭，對民視更不好」。同日，余陳月瑛之子余政道（臺灣省議員、民視董事）說，楊憲宏是人才，民視不應憑一捲錄音帶即斷定一位人才的去留，否則的確會讓人往白色恐怖的方向聯想，對民視形象的傷害更大。
1997年9月24日，柯建銘主動邀請民視其他監察人召開長達三個多小時的秘密會議，達成4項決議：㈠為健全民視營運管理制度，請董事會儘速研訂通過各項內規，並送各監察人備查；㈡為期民視能早日轉虧為盈，請李光輝儘速研擬開源節流之具體措施，並報請蔡同榮核可；㈢民視購買林肯大郡攝影棚，經查並無弊端，蔡同榮、李光輝與陳剛信完全清白；㈣本案應靜待董事會處理。民視監察人吳子嘉說，民視林肯大郡攝影棚每坪成本新臺幣八萬元，足以證明以陳剛信為調查人的林肯大郡攝影棚採購案的決策是努力而認真的。柯建銘與吳子嘉都說，雖然本案已經傷害民視，外界仍要相信：民視董監事大多是黨外運動出身者，在尊重自由主義及自我反省目標上，會對本案作出完善的決議。同日，楊憲宏說，尊重民視監察人意見，但他認為人事命令也在「靜待董事會處理」，所以他仍然對合約負責。同日，張福淙說，本案「靜待董事會處理」意即人事命令是在體制內由李光輝發布，楊憲宏應尊重體制、接受調職，若有疑義則向董事會申訴尋求解決；所以楊憲宏應已非新聞部經理、而是董事長特別助理，他有權向董事會申訴，但無權抗命、挑戰體制。同日，支持蔡同榮的民視員工說，上列決議不但證實蔡同榮、李光輝與陳剛信在林肯大郡攝影棚採購案沒有貪污，也等於「間接引喻」楊憲宏與許榮棋通話中指名民視高層多人貪污的說法確有「無的放矢、造謠生事、傷害民視形象」之嫌疑。
1997年9月24日中午，民視新聞部例行召開的每週午餐會議，胡元輝接獲指示不要參加，以免替會議的合理性背書；楊憲宏遂自嘲以「新聞部經理兼董事長特別助理」身分主持午餐會議，出席者包括與楊憲宏同樣從超視跳槽民視的蔣家語、林樂群、王宗弘、林文政及民視新聞部社會組召集人高人傑等。同月24日17點，柯建銘以民視常務監察人身分召開監察人會議，決議「楊憲宏一案，應靜待董事會處理」；楊憲宏回應，他與蔡同榮仍舊是朋友，但朋友還是應該明算帳，把問題回到合約、法律及董事會來解決。
1997年9月24日下午，許榮棋赴民視抗議，當時蔡同榮、李光輝與陳剛信都外出，柯建銘出面接見許榮棋，許榮棋現場連線台灣之聲廣播電台砲轟民視。許榮棋說，他與楊憲宏從未有超過2小時的電話對話，他們之間對話的錄音帶絕對是變造的，所以他來民視要求柯建銘必須求證並公布錄音帶來源；蔡同榮與李光輝共同利用《民視意見箱》攻擊楊憲宏，這是公器私用，他要求民視平衡報導、讓楊憲宏在電視上澄清。民視不但一度切斷許榮棋的連線電話，也向臺北市政府警察局松山分局求援，松山分局因此派出警員2人到場監控。本日傍晚，前超視負責人岑建勳赴民視聲援楊憲宏，他與李光輝也有相當的交情，因此他一度想做和事佬，但因李光輝一直沒有進入辦公室而作罷；他說，楊憲宏「沒有能力做對不起人的事」。本日另有學術界、政治界與媒體業界人士聲援楊憲宏，包括葉菊蘭（民進黨立法委員）、賀德芬、胡茵夢、葉樹姍、郝龍斌、釋昭慧、蔡明華與數個環保團體等，一致批判民視當局流於白色恐怖的作法。
1997年9月28日，李光輝在《今周刊》的專訪中說明本案，他說本案是「單純的紀律問題」，本案錄音帶內容是「楊憲宏『教』許榮棋如何攻擊民視」；本月12日民視召開董事會討論本案之前，蔡同榮與幾位主管曾把錄音帶放給楊憲宏聽，楊憲宏當場否認那是他的聲音，但「只要是認識楊憲宏的人，絕對不會懷疑那不是他的聲音」；放錄音帶時，楊憲宏完全沒有做錯事的悔意，反而質問錄音帶來源，令蔡同榮更憤怒。同日，《新新聞》引述一位熟悉民視董事會內部運作的人士說，如果蔡同榮在民視董事長任內做得不錯，大家一定百分之百支持蔡同榮；當初全民電通不介入民視經營的原則是完全讓蔡同榮處理，但是「民視經營到現在不過短短的四個月，民視無線台的虧損就以每個月（新臺幣）一億元的速度前進，現在的虧損金額是當初董事們所預計的年度虧損範圍」，若再這樣虧損下去，依《公司法》規定，民視前途堪慮。
1997年9月28日，許榮棋在《新新聞》的專訪中說，本案錄音帶當然是監聽的結果，但錄音帶是很容易變造的；當時他知道楊憲宏在許多方面不是很配合蔡同榮，所以他很擔心楊憲宏，有一天他下節目就先撥電話給楊憲宏，他撥電話時楊憲宏在忙，所以後來他就把他家的電話號碼給了楊憲宏；他回家後接到楊憲宏的電話時「都已經是晚上十一、二點了」，楊憲宏說的都是過去他都不知道的事，諸如民視採訪車的租用問題可能有弊端等，「那時候我完全沒有預料到他會跟我講到那樣的內容」，「如果我早一點知道的話，（我）早就在電臺中大批特批了」；在這段談話將近結束時，他才驚覺這段談話可能已遭竊聽，他更沒想到這段談話成為楊憲宏遭調職的主因；而最令他反感的是，現在蔡同榮對楊憲宏做的事情，「像日前蔡同榮在《民視意見箱》以大眾媒體修理特定對象，讓對方沒有答辯的機會」，正是過去蔡同榮所反對的。
1997年9月28日，民進黨11週年黨慶系列活動記者會，前民進黨主席施明德斥責民視高層以白色恐怖手法處理本案「如何向臺灣人民交代」，全場一片錯愕；張俊宏回應，民視並非民進黨的電視臺，但由於民視經營主管的身分讓外界聯想本案與民進黨有關，他會盡最大力量糾正本案。同月30日，張俊宏召開記者會，以「無法為錯誤決策背書」為由宣布辭職，同時重申民視並非民進黨的電視臺，民進黨無意以民視為傳聲筒。
1997年9月29日，田再庭與張福淙發表抗議聲明，宣稱民視「寬大地」以「業務需要」為由將楊憲宏調離新聞部經理職務，不承認施明德指責民視以白色恐怖手法處理本案，反而以「妻子偷情」反問施明德是否願意沉默地承受自己戴綠帽。同日，柯建銘說，這篇聲明是田再庭與張福淙的個人行為，不代表民視；民視監察人會議已決議本案「靜待董事會重新處理」，民視一些人不斷在外放話的行為令他感到非常奇怪。同日，施明德回應，他所關心的是「政治人物或政黨是否該介入、掌控媒體」，民進黨很有可能成為執政黨，民進黨一定要有自我反省的能力才不會重蹈國民黨「以惡易惡、以暴易暴」的覆轍。
1997年9月29日，許榮棋在《商業周刊》的專訪中說，他與蔡同榮是多年好友，但蔡同榮在本案中「說一套、做一套」，所以他在本案中聲援楊憲宏、砲轟蔡同榮；他與楊憲宏在電話中談論蔡同榮參選嘉義市立法委員補選有沒有公器私用的情形，楊憲宏說「如果他要施壓，我就要他辭職，我來民視不是要為老闆服務的」等語，大概就是這些話被錄下來；蔡同榮身為媒體負責人，卻用匿名的非法監聽錄音帶來做罪證，「比警總還警總」。許榮棋說，本年7月24日《大成影劇報》開始報導台灣之聲廣播電台批判民視的消息後，民視方面就開始打聽他家的電話號碼；本年7月28日王明玉打電話到臺大教授高成炎家中問他家的電話號碼，當時高成炎出國，高成炎之妻告訴他此事，「王明玉認識我三年多了，三年多以來她從沒問過我的電話；為什麼在這個時候要我家裡的電話，令人懷疑」。許榮棋說，蔡同榮打著「反中國併吞，確保臺灣安全」旗號，卻堂而皇之地與中華人民共和國國務院相關單位合作拍片；陳剛信身為民視常務董事，卻赴香港參加香港回歸典禮；蔡同榮以往對公民投票投入甚多，本年5月修憲時卻對公投相當冷漠，現在要參選立法委員才重拾公投話題，從「蔡公投」變成「蔡空頭」，讓他非常痛心、覺得被蔡同榮騙了。最後，許榮棋說，蔡同榮用白色恐怖手法整肅異己，不但沒資格當選立法委員，更沒資格擔任民視董事長；為了保護「臺灣人的電視臺」，在蔡同榮、陳剛信、李光輝、王明玉等人下台以前，他不會停止批判民視。

### 1997年10月
1997年10月，張福淙與柯建銘決定，民視監察人聯名邀請台灣教授協會（台教會）組成「民視楊憲宏事件調查小組」調查本案；台教會則正式行文民視，表示願意接受委任，並遴選臺大法律學系教授蔡墩銘、臺大法律學系教授黃宗樂、臺大數學系教授楊維哲與臺大化學工程學系教授謝國煌組成調查小組，蔡墩銘擔任調查小組召集人；然而蔡同榮一直都是台教會會員而與台教會有長期友善的互動，而且最先主動以電話聯絡台教會討論委任事宜的王明玉是蔡同榮的得力助手，台教會的「裁判」角色與蔡同榮的「球員」身分引發「球員兼裁判」的疑慮，使調查小組的公正性備受質疑。
1997年10月7日，施明德在立法院召開公聽會，檢討政治人物介入媒體的問題。
1997年10月13日，《商業周刊》報導，在蔡同榮「意識形態高於新聞」的邏輯之下，一部分從「中國意識濃厚」的CTN跳槽到民視的記者因「水土不服」而紛紛重返CTN；在嘉義市立法委員補選投票之前爆發本案，蔡同榮用他所批評的國民黨白色恐怖手法對付楊憲宏，「這恐怕是標榜『愛臺灣』的民視和蔡同榮最難堪、最諷刺的一件事」。
1997年10月14日，記協發布聲明稿表示，以不正當手段取得之資料，絕對不允許作為「人事處置之正當理由」；民視管理當局在本案中所使用的竊聽錄音帶「不僅毒化了媒體環境，同時也使得對楊憲宏到目前為止的相關處置都失去正當性」，記協呼籲民視董事會全體成員拒絕使用本案錄音帶內容作為在董事會裡行使職權的依據。同日，全民電通董事開會討論如何處理本案，研擬將楊憲宏調往民視文化公司負責民視新聞台業務，並請屬全民電通的民視監察人賴崇慶於本月16日民視董事會前與蔡同榮就全民電通的立場進行協商；會中決議，若協商不成，全民電通同意於本月16日民視董事會上以記名投票表達立場。
1997年10月15日，王明玉打電話給正在參加民進黨中央常務委員會（中常會）的張俊宏，說蔡同榮希望能與張俊宏先行溝通，希望張俊宏無論多晚都要等待蔡同榮；但本日24點，王明玉再打電話給張俊宏，以未能聯絡上蔡同榮為由，希望將他與蔡同榮會面的時間改為本月16日8點半在台北來來大飯店吃早餐。1997年10月16日10點15分，蔡同榮打電話給全民電通董事張郁仁（山水管理顧問董事長、前民進黨組織發展部主任）稱希望再約張俊宏見面，但張俊宏已在本日10點進入立法院；因此，對於本日民視董事會如何處理本案，民間投資與全民電通沒有達成共識。
1997年10月16日，民視召開董事會並舉行不記名投票處理本案，出席董事21人中有11人贊成解除楊憲宏的委任職務，楊憲宏表示會繼續爭取應有的權益；同日，許榮棋率領一群計程車司機到民視不斷大罵蔡同榮舞弊、搞竊聽，被松山分局警察拖出去。在蔡同榮主持的本次董事會中，全民電通董事一再表示希望以記名投票處理本案，但民間投資董事反對，雙方只好就「是否記名投票表決決定和楊憲宏的委任關係」案進行表決，蔡同榮當場宣布「11比10」（民間投資董事11人、全民電通董事10人）採不記名投票。全民電通董事張優理（佛光山教育院院長、佛光山文教基金會執行長、高雄縣私立普門高級中學董事長）保持中立，全民電通董事李宗祿（亞聯開發董事長）棄權，而原屬全民電通董事席次的陳剛信早已被全民電通其他董事認定將與蔡同榮站在同一陣線，表決結果：民間投資全員到齊再加上陳剛信的一票，總票數11票，擊敗全民電通的8票。柯建銘在本次董事會中建議在台教會調查結束後再處理本案，但民間投資董事不接受。

## 後續
1997年11月7日，台教會出版《民視楊憲宏事件調查小組調查報告》。
1997年11月10日，張福淙與台教會會長沈長庚召開記者會公布本案調查報告，調查報告指出：楊憲宏嚴重違背職場倫理、損害民視利益及信譽，以之作為調職理由應屬充分；民視並非為政者或支配者，楊憲宏亦非反政府運動或革命運動者，所以不存在白色恐怖問題。楊憲宏說，民視違約的事實不因民視董事會追認或台教會調查報告而有任何改變，因此他決定控告民視違約；由於蔡同榮在《民視通訊》第7期撰文攻擊他，他決定控告蔡同榮等人毀謗；目前民視播放的新聞，他均擁有著作權，他也將提告保障他的著作權與智慧財產權。楊憲宏說，他對民視經營團隊沒有信心，所以他在兩星期前即已向民間投資表示，希望民間投資原價買回他及其家人手上面值新臺幣一百多萬元的民視股票，但民間投資至今沒有回應；如果再無消息，他願意以九五折的價格出售；如果還是賣不掉，他就以九折、八五折出售，直到賣掉為止。張福淙說，歡迎楊憲宏提告釐清事實真相。
1998年2月11日，胡元輝說，本日李登輝在中國國民黨中央常務委員會批評老三臺報導太多犯罪新聞、而且臺灣省政府發言的新聞應該往後擺，這番話可以看出老三臺仍非以民主方式運作，老三臺依然難逃「高層干預新聞自由」的爭議；民視做新聞不受壓力、沒有顧慮，他希望老三臺也能如此。
1998年6月8日，全民電通在臺灣各大報紙刊登大幅廣告，要求李光輝應為未達收支平衡的營運承諾辭任民視總經理。1998年6月9日，全民電通股東常會決議不再投資賠錢的民視，之後全民電通董監事未出席民視一週年相關慶祝活動。
1998年7月8日上午，臺灣臺北地方法院作出本案一審宣判，法官採信台教會調查結果，認為楊憲宏對許榮棋發布消息打擊民視等行為違反勞工對雇主應有的忠誠和忠實義務，故判決民視勝訴，駁回楊憲宏的請求民視依約賠償薪資新臺幣560萬元。
1998年7月中旬，民視新聞部員工193人連署召開「派系退出民視，回歸新聞專業」記者會，記者林芥佑代表串聯連署陳情書，不滿民間投資、全民電通與民視高層藉由外部力量互揭瘡疤而不循內部體制解決歧見，要求派系退出民視。
1998年7月20日，民視董監事聯席會議，李光輝提出辭呈。1998年8月10日，民視臨時董事會決議批准李光輝辭呈，陳剛信自本年9月1日起兼任民視第二任總經理。
1998年8月2日，《今周刊》報導，民視新聞一直無法擺脫特定政治色彩，新聞中處處含有質疑國民黨的意味，而且建國黨的新聞特別多，又經常被蔡同榮指示採訪他對政治相關議題的意見，雖然民視高層沒有直接干預新聞的採訪與製播，卻令嚮往新聞自由與新聞中立的新聞人頗有芥蒂，引發新聞部員工召開「派系退出民視，回歸新聞專業」記者會。
1998年9月19日，民視員工成立民間全民電視公司企業工會（民視工會），以新聞部記者為發起主體，業務部、工程部及節目部員工陸續入會，全體員工四百多人中已有240人入會。
1998年12月28日，時任環球電視總經理的楊憲宏說，民視現在續播的具有生態保育觀念的「報時鳥」等新聞片頭小單元，是他在民視新聞部經理任內從概念到製播親手籌劃的單元；在他離職以後，民視仍沿用報時鳥，並取消影片中「楊憲宏製作」字樣，顯然不尊重智慧財產權。同日，民視新聞部不願回應，僅表示：如果報時鳥等片頭真有所謂的智慧財產權問題，民視將依法處理。
1999年5月10日，蔡同榮在民視工會刊物《民視工訊》的專訪中強調，民視「不是一個純粹的商業電視臺，它是一個具有理想性的電視臺」；民視工會解讀，依據蔡同榮大舉干預民視新聞的紀錄，蔡同榮所謂的「具有理想性的電視臺」是「將臺灣政治勢力掌控電視、電視依附在政治勢力下的三十年過程，壓縮成十天」的電視臺。
2001年11月17日，賀德芬在苗栗縣社區大學演講中批評，總統陳水扁執政後，民進黨喪失在野時的「黨政軍退出媒體」理念，縱容蔡同榮經營民視，是走回國民黨的老路；她主張，政治人物必須全面退出媒體，民進黨應主導修法限制政治人物經營媒體。同日，蔡同榮回應，他擔任民視董事長以來，不曾干預民視新聞、不曾支薪、不曾用過一毛公關費，因此他覺得自己沒有退不退出民視的問題。
2003年6月，時任民間投資總經理的王明玉說，民視成立的宗旨就是怕財團與政黨介入媒體，所以組成民間投資的股東都是各地支持「台灣優先」的地方人士。
2003年8月28日下午，民視舉行臨時董事會，蔡同榮請辭董事長，田再庭接任董事長。但2011年7月21日，《財訊雙週刊》報導，蔡同榮以其妻蔡麗蓉名義持有民視股權僅0.1%，卻仍然能在他被迫辭去民視董事長之後維持「政媒兩棲」的實質影響力，關鍵之一是民進黨多年來都提名他為全國不分區立法委員；關鍵之二是，蔡同榮利用《公司法》第198條掌控民視董事會，並且在立法院多次阻擋該條修正案。
2003年8月29日，蔡同榮發表新書《民視與我》；同日16點，許榮棋到臺灣臺北地方法院控告蔡同榮妨害名譽，求償新臺幣101萬元並要求民視文化公司不得繼續出版《民視與我》，理由是蔡同榮在該書中以不實言論攻擊他。許榮棋批評：㈠蔡同榮在本案中用「不知名人士」提供的錄音帶構陷他與楊憲宏，「手段比國民黨還下流」；㈡蔡同榮未做24小時臺語電視臺，且不公開發放民視股票，這是既違反民視創臺宗旨、又欺騙民視投資人；㈢蔡同榮一方面籌辦1997年6月28日台獨聯盟「628反對中國併吞大會」、一方面卻指派陳剛信參加香港回歸典禮，還強迫民視記者將反併吞大會參加人數一萬人浮誇報導為十萬人，「根本就是欺騙臺灣人」，這才是他與蔡同榮翻臉的主要原因；㈣《民視與我》遺漏了當年蔡同榮涉及性騷擾胡婉玲，胡婉玲到臺灣嘉義地方法院作偽證後快速升官的事情。
2006年6月22日上午，楊憲宏、許榮棋與國民黨立法委員邱毅共同召開「為民視小股東請命」記者會抨擊，民視小股東持有的股票並非民視股票，但陳水扁政府未曾處理這種違法現象；許榮棋感嘆，大多數立法委員都不願意碰觸民視股權問題，只有邱毅接獲他的陳情之後伸出援手；楊憲宏說，他是民視新聞部首任經理，但他堅持要處理民視股權問題，導致他慘遭民視董事會決議開除。許榮棋當場出示他持有的民間投資及全民電通股票，雖然都印著「民視」二字，但股東權益受損時的求償對象不是民視、而是民間投資與全民電通，這不符合當初的期待，他呼籲國家通訊傳播委員會（NCC）主動介入調查。楊憲宏說，「投資民視的都是『肚子扁扁也要選扁（陳水扁）』的民眾」，民視因此順利募得三億股、共新臺幣三十億元資金，卻遲遲不發股票給小股東；他質問民視董監事、張俊宏、蔡同榮及台灣基督長老教會牧師高俊明等「人格者」，這些人「出過多少錢投資民視」；民進黨秘書長林佳龍在行政院新聞局局長任內曾經要處理民視股權問題，但還來不及做就被調職；民視被一般大眾視為泛綠媒體，卻被少數人把持，他呼籲陳水扁與陳水扁政府積極處理。同日，NCC官員表示，日前民視曾經來文表示民間投資與全民電通要將股份回歸原始股東，詢問NCC是否同意；NCC的立場是，股份回歸原始股東，NCC樂觀其成；至於法人股東股份如何處分，要依《公司法》規定，與NCC無關，在股權變更後再向NCC申請許可即可。同日晚間，民視發表聲明稿強調，民視一向正視及維護股東權益，將保留對不實報導及污衊提告之權利。
2014年1月11日，蔡同榮逝世，張福淙回憶本案時說，有一天晚間蔡同榮打電話告訴他「民視新聞部楊憲宏經理與台灣之聲許榮棋在電話中罵民視某高層『老奸』，其上司要叫楊經理『走路（離職）』」；他向蔡同榮問明原因後表示楊憲宏是個人才，他反對將楊憲宏解聘，建議將楊憲宏調任董事長特別助理，「大企業的董事長特助權力很大，可以讓他多些歷練」；不料楊憲宏抗命不從，之後民視董事會以多數決將楊憲宏免職，令人遺憾。